# پیشلی
پیشلی (به لاتین: Pyšely) یک منطقهٔ مسکونی در جمهوری چک است که در ناحیه بنشوو واقع شده‌است. پیشلی ۱٬۸۲۸ نفر جمعیت دارد.